# Kościół Matki Bożej Królowej Polski w Pisanicy
Kościół Matki Bożej Królowej Polski w Pisanicy – kościół wybudowany w 1894 roku w mazurskiej wsi Pisanica. Pierwotnie świątynia ewangelicka, po II wojnie światowej polski kościół rzymskokatolicki. Od 1989 jest wpisana do rejestru zabytków.
W 1958 świątynia została wyremontowana i została kościołem filialnym parafii w Wiśniowie Ełckim. W 1971 erygowano parafię Matki Bożej Królowej Polski.